# Os Últimos na Terra
Z for Zachariah (bra/prt: Os Últimos na Terra) é um filme américo-suíço-islandês de 2015 dos gêneros ficção apocalítica e drama. Dirigido por Craig Zobel, foi lançado em 24 de janeiro de 2015 no Festival Sundance de Cinema.
O enredo, desenvolvido por Nissar Modi, é baseado em duas obras: no livro "Z for Zachariah" de Robert C. O'Brien, lançado em 1974 e no filme "The World, the Flesh and the Devil" de 1959.
O elenco principal é composto por somente quatro elementos, três atores: Margot Robbie, Chiwetel Ejiofor e Chris Pine e um Koolie Australiano (cachorro) de nome "Frosty".
Inicialmente, para o papel de Ann Burden, foi selecionada e anunciada a atriz Amanda Seyfried. Quando as filmagens começaram, Margot Robbie é quem assumiu o papel da adolescente Ann.
O filme é ambientado numa cidade do leste norte-americano, mas as locações das filmagem ocorreram, na maioria das cenas, nas cidades de Canterbury e Christchurch, na Nova Zelândia. Em solo americano, somente em Williamson, na Virgínia Ocidental, foi usado para locação do filme, muito pelo visual desolado e as árvores sem folhas.

## Elenco
- Margot Robbie como Ann Burden[11]
- Chiwetel Ejiofor como John Loomis
- Chris Pine como Caleb
- Frosty como Faro

## Lançamento
O filme estreou no Festival Sundance de Cinema em 24 de janeiro de 2015. Antes da estreia do filme, a Roadside Attractions adquiriu os direitos de distribuição do filme.
O filme foi lançado tanto nos cinemas quanto sob demanda nos Estados Unidos em 28 de agosto de 2015, pela Roadside Attractions.

### Resposta da crítica
No Rotten Tomatoes o filme tem um índice de aprovação de 78% com base nas resenhas de 99 críticos, com nota média de 6,90/10. O consenso do site afirma: “Os Últimos na Terra extrai um drama convincente de sua premissa simplista – embora em um ritmo que pode testar a paciência de espectadores menos contemplativos.” No Metacritic tem uma pontuação de 68 em 100, com base em 28 avaliações, indicando “avaliações geralmente favoráveis”.
Max Nicholson, do IGN, concedeu 7,7 de 10, dizendo “Embora o filme tenha algumas falhas tonais, as performances – particularmente a de Robbie – mantêm a história baseada em uma realidade pós-apocalíptica sublime.” Matt Zoller Seitz, do RogerEbert.com, concedeu-lhe dois e meio de 4, dizendo “Há muitos momentos de iluminação e ansiedade escritos, dirigidos e executados com precisão.” 